# Schimon ben Tsemach Duran
Schimon ben Tsemach Duran, auch Tzemach Duran (geboren 1361; gestorben 1444) (Hebräisch: שמעון בן צמח דוראן), Akronym RaSCHBaTS (רשב"ץ) oder der TaSCHBeTS (התשב"ץ) war ein einflussreicher Rabbiner, Student der Philosophie, Astronomie, Mathematik und Medizin. Als Arzt war er auch einige Jahre auf Palma tätig. Er gilt als großer Posek des 15. Jahrhunderts; seine Schriften bezüglich der Halacha wurden zahlreich zitiert und viele Jahrhunderte lang positiv aufgenommen.

## Leben

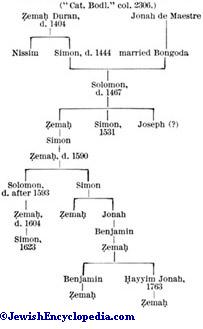
Familie von Schimon ben Tsemach Duran

Schimon ben Tsemach wurde 1361 im Monat Adar des jüdischen Kalenders geboren. Verschiedene Quellen vermuten seinen Geburtsort entweder in Barcelona oder auf Mallorca. Er war ein Student von Ephraim Vidal und Jonah de Maestre, der Rabbiner in Saragossa oder in Calatayud war, und dessen Tochter Bongoda er heiratete.
Nach Judenverfolgungen ab dem Jahr 1391 auf den balearischen Inseln floh er mit seinem Vater und seiner Schwester aus Spanien. 1394 entwarf er zusammen mit dem algerischen Rabbiner Isaak ben Scheschet (bekannt als RiVaSCH) Regeln für die jüdische Gemeinde in Algier. Nach dem Rücktritt RiVaSCHs wurde Schimon selbst im Jahr 1407 Rabbiner von Algier und behielt dieses Amt bis zu seinem Tode. Im Gegensatz zu seinem Vorgänger lehnte er eine Bestätigung seiner Berufung durch den Regenten ab. Da er durch das Massaker von Palma sein gesamtes Vermögen verlor, wurde er von seiner Gemeinde für seine Tätigkeit bezahlt, wogegen er sich jedoch zunächst sträubte.

## Werke
Schimon schrieb Kommentare zu zahlreichen Traktaten der Mischna, des Talmuds und zu Werken von Isaac Alfasi. Er behandelte verschiedene religiöse Dogmen, genauso wie die Riten von Algier. In seinen responsa zeigte er Kenntnis über die halachische Literatur. Demgegenüber eher auf theologisch-philosophische Inhalte und gleichzeitig auf profane Sachverhalte bezogen ist seine Arbeit Magen Avot. Seine theologisch-philosophisch Gelehrsamkeit, genau wie sein Wissen über profane Sachverhalten, ist ein Kennzeichen seiner Arbeit Magen Avot. Die gleichen Kenntnisse zeigt er auch in seinen Schriften gegen Hasdai Crescas, in denen er Maimonides zu verteidigen. In seinem Kommentar zum Pentateuch, in dem er die Gelegenheit wahrnahm gegen Levi ben Gershon zu polemisieren, und in seinem Kommentar zu Hiob tat er das gleiche. In seinem Kommentar zu den Pirke Avot zeigte er umfassende historische Kenntnisse.
Er schrieb darüber hinaus in großem Umfang sowohl religiöse als auch profane Gedichte.